# Fenocristal

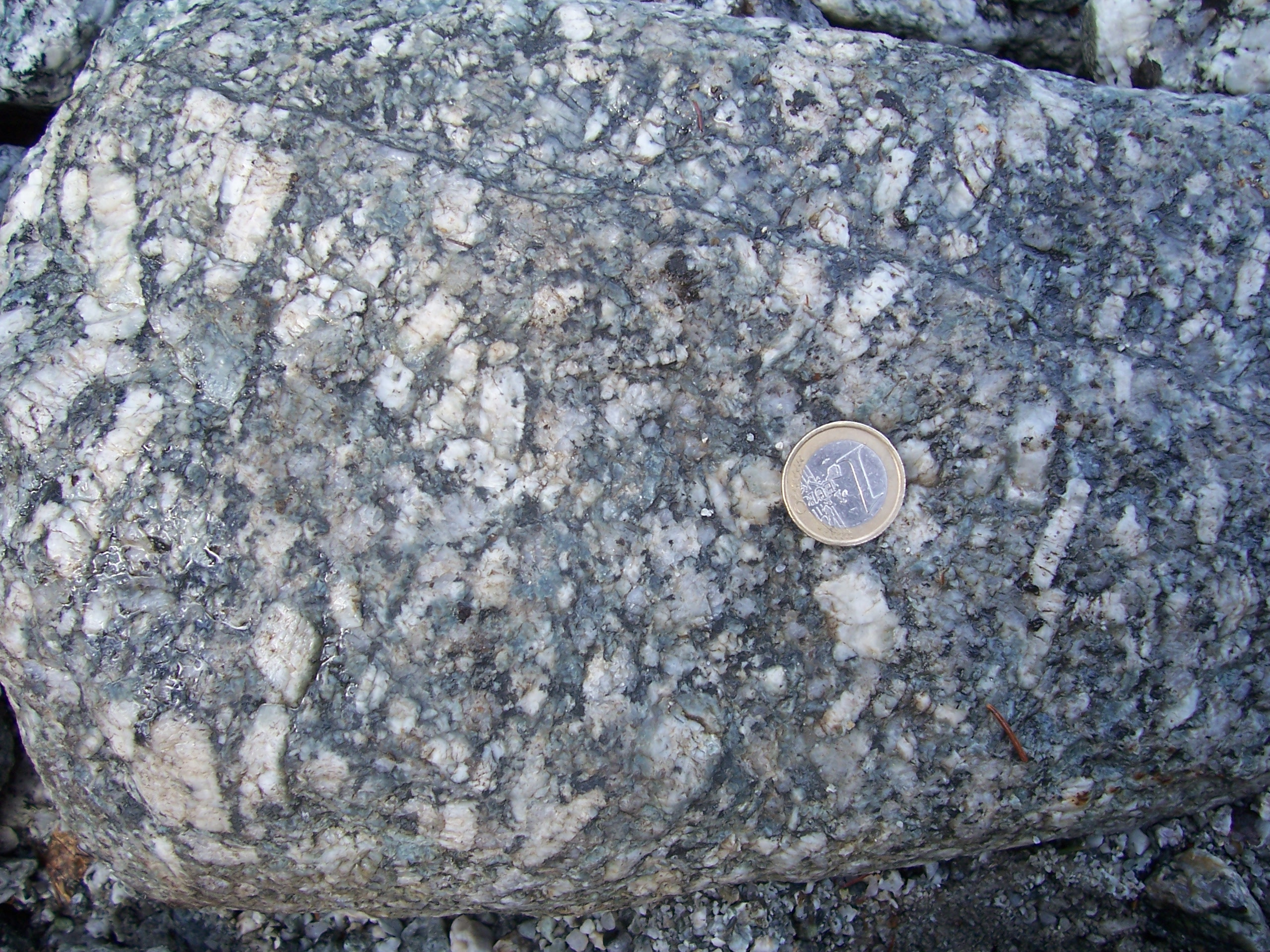
Fenocristales de feldespato en un bloque de granito. Obsérvese la moneda para comparar el tamaño

Un fenocristal es un cristal de tamaño considerable respecto al resto de los componentes de una roca; es el resultado de un enfriamiento lento en el proceso de cristalización del magma. 
Se pueden encontrar muchos ejemplos de minerales que conforman fenocristales tales como: 
granate, cuarzo, feldespato, biotita, piroxeno, anfíbol, plagioclasa, olivino. 